# Odontocolon punctulatum
Odontocolon punctulatum är en stekelart som först beskrevs av Thomson 1877.  Odontocolon punctulatum ingår i släktet Odontocolon och familjen brokparasitsteklar. Arten är reproducerande i Sverige. Inga underarter finns listade i Catalogue of Life.